# Владислав II Плоцкий
Владислав II Плоцкий (пол. Władysław II płocki (Władysław); (около 1448 — 27 февраля 1462) — князь плоцкий (1455—1462), белзский (1455—1462), равский (1455—1462) и визненский (1455—1462), младший сын мазовецкого князя Владислава I и Анны Олесницкой. Представитель Мазовецкой линии Пястов.
В декабре 1455 года после смерти своего отца Владислава I семилетний Владислав II вместе со своим старшим братом Земовитом VI унаследовал отцовское княжество вместе с городами Плоцк, Белз, Раву, Плоньск, Завкржу и Визну. При малолетних братьях-князьях Земовите и Владиславе стали регентами епископ плоцкий Павел Гижицкий и мать Анна Олесницкая. В 1459 году братья Земовит VI и Владислав II начали своё самостоятельное правлене. В том же 1459 году после смерти Маргариты Рацибужской (вдовы Земовита V Равского) братья Земовит VI и Владислав, будучи племянниками последнего, присоединили к своим владениям Гостынинский удел.
31 декабря 1461 — 1 января 1462 года внезапно скончался 15-летний Земовит VI Плоцкий, старший брат и соправитель Владислава II. А 27 февраля того же 1462 года умер и сам Владислав II. В 1462 году после смерти братьев-князей Земовита VI и Владислава II польский король Казимир Ягеллончик занял и присоединил к польской короне Раву, Белз и Гостынин. Князь варшавский Конрад III Рыжий вместе с братьями приобрел Плоцк, Ломжу и Визну.